# Suðvesturkjördæmi
Il distretto elettorale del Sud-ovest è uno dei sei distretti elettorali dell'Islanda. Il capoluogo è Kópavogur. Ha 13 rappresentanti nell'Alþingi.
Il distretto elettorale è stato istituito come Reykjanes nel 1959 in seguito all'estensione nazionale della rappresentanza proporzionale per le elezioni all'Althing. È stato ribattezzato Sud-ovest nel 2003 quando l'area del distretto elettorale di Reykjanes è stata fusa con il distretto elettorale Sud in seguito alla riorganizzazione dei distretti elettorali in tutta l'Islanda. Il Sud-ovest è confinante con la Regione della capitale (in islandese: Höfuðborgarsvæðið) ma non con il Comune di Reykjavík, che ha i propri distretti elettorali. Il distretto elettorale attualmente elegge 11 dei 63 membri dell'Althing utilizzando il sistema elettorale a rappresentanza proporzionale a lista aperta di partito. Alle elezioni parlamentari del 2021 aveva 73.699 elettori registrati.

## Sistema elettorale
Il distretto elettorale del Sud-ovest, attualmente, elegge 11 dei 63 membri dell'Althing utilizzando il sistema elettorale a rappresentanza proporzionale a lista di partito aperto. I seggi elettorali sono assegnati utilizzando il metodo D'Hondt. I seggi compensativi (equalisation seas) sono calcolati in base al voto nazionale e sono assegnati utilizzando il metodo D'Hondt a livello di distretto elettorale. Concorrono per i seggi compensativi solo i partiti che raggiungono la soglia nazionale del 5%.

## Sottodivisioni
Il collegio elettorale comprende 1 regione e 6 comuni.
- Regioni: Höfuðborgarsvæðið (eccetto Reykjavík)

- Il distretto elettorale Sud-Ovest

- Comuni: Garðabær, Hafnarfjörður, Kjós, Kópavogur, Mosfellsbær e Seltjarnarnes.